# Amyema seriata
Amyema seriata är en tvåhjärtbladig växtart som först beskrevs av Elmer Drew Merrill, och fick sitt nu gällande namn av B.A. Barlow. Amyema seriata ingår i släktet Amyema och familjen Loranthaceae. Inga underarter finns listade i Catalogue of Life.